# Rina Izuta
Rina Izuta (伊豆田 莉奈 Izuta Rina?,  Prefectura de Saitama, Japón, 26 de noviembre de 1995) es una idol, cantante y actriz japonesa. Es conocida por ser miembro del grupo femenino AKB48 y su grupo hermano tailandés BNK48, donde formó parte del Equipo BIII. Actualmente es miembro del también grupo hermano CGM48 donde además de formar parte del Equipo C también es Gerente General del grupo.

## Biografía
Izuta nació el 26 de noviembre de 1995 en la prefectura de Saitama, Japón. En 2010, a la edad de catorce años, audicionó para unirse al grupo idol AKB48 y fue seleccionada como una de las aprendices de dicho grupo. Se convirtió en miembro oficial en junio de 2012. En septiembre de 2016, se anunció que Izuta sería transferida al grupo hermano AKB48 con sede en Tailandia, BNK48. Sobre esta decisión, Izuta ha comentado que era algo "que ella deseaba".

## Filmografía

### Televisión
- Majisuka Gakuen 2 (2011) como Izu
- Majisuka Gakuen 4 (2015) como Yanzuna

## Discografía

### AKB48
- Fruits Snow
- Ougon Center
- Anti
- Tsubomitachi
- Jung ya Freud no Baai
- Mitsu no Namida
- Ano Hi no Fuurin
- Kodoku na Hoshizora
- Watashitachi no Reason
- Ruby
- Ikiru koto
- Kiss made Countdown
- Koi to ka...
- B Garden
- Loneliness Club
- Reborn
- Nanka, Chotto, Kyuu ni...
- Kangaeru Hito

### BNK48
- Koi Suru Fortune Cookie (lado A)
- BNK48
- Namida Surprise!
- Yume e no Route